# Noée Abita
Noée Abita (Parigi o Aix-en-Provence, 18 marzo 1999) è un'attrice francese.

## Biografia
Secondo alcune fonti Abita è nata a Parigi, anche se secondo altre fonti esiste la possibilità che sia nata a Aix-en-Provence.
Fin da giovane età ha sognato di diventare attrice e nel 2016, quando era diciassettenne, si è presentata a un agente di spettacolo che rappresentava un amico comico.
L'incontro con Léa Mysius le frutta il ruolo di Ava nel film omonimo del 2017 pur se l'età della protagonista, una ragazza di 13 anni, è inferiore alla sua: l'età reale di Abita e il suo fisico minuto sono adatti anche alle scene di nudo presenti nel film, sebbene Abita avesse inizialmente rifiutato di spogliarsi. Abita dichiara di riconoscersi nel personaggio, per carattere e per la comunanza dei problemi agli occhi. La sua interpretazione è stata esaltata dalla stampa e nel novembre 2017 è stata candidata al César Award come "attrice più promettente".
Dopo il film Ava, la sua carriera è proseguita con il ruolo di supporto nel film 7 uomini a mollo di Gilles Lellouche e in uno dei ruoli principali in Genèse di Philippe Lesage, film presentato anche al Festival di Locarno del 2018.

## Filmografia
- Ava, regia di Léa Mysius (2017)
- 7 uomini a mollo (Le Grand Bain), regia di Gilles Lellouche (2018)
- Genèse, regia di Philippe Lesage (2018)
- Vint la Vague, regia di Benjamin Busnel - cortometraggio (2018)
- Odol Gorri, regia di Charlène Favier - cortometraggio (2018)
- Mes jours de gloire, regia di Antoine de Bary (2019)
- Slalom, regia di Charlène Favier (2020)
- Love Hurts, regia di Elsa Rysto - cortometraggio (2020)
- Passeggeri della notte (Les Passagers de la nuit), regia di Mikhaël Hers (2022)
- I salici ciechi e la donna addormentata (Saules aveugles, femme endormie), regia di Pierre Földes (2022) - voce
- Les Cinq Diables, regia di Léa Mysius (2022)
- Quell'estate con Irène, regia di Carlo Sironi (2024)
- Le Roman de Jim, regia di Arnaud e Jean-Marie Larrieu (2024)